# Deutsches Meisterschaftsrudern 1978
Das 89. Deutsche Meisterschaftsrudern wurde 1978 in Essen ausgetragen. Wie im Vorjahr wurden insgesamt Medaillen in 18 Bootsklassen vergeben, davon 13 bei den Männern und 5 bei den Frauen.

## Medaillengewinner

### Männer
| Bootsklasse                           | Gold | Silber | Bronze |
| ------------------------------------- | --- | --- | --- |
| Einer                                 | Peter-Michael Kolbe (Hammerdeicher RV von 1893) | Dieter Baier (Frankfurter RG Oberrad 1879) | Klaus Schuy (Gießener RG 1877) |
| Doppelzweier                          | RV Freiweinheim-Ingelheim 1920 Albert Hedderich Michael Dürsch | RV Saar Undine Volker Nolte Patrick Gerundt | Ulmer RC Donau Raimund Hörmann Dieter Wiedenmann |
| Zweier ohne Steuermann                | Hannoverscher RC von 1880 Wolfram Thiem Frank Schütze | Mainzer RV von 1878 Heribert Karches Werner Hellwig | WSV Honnef Achim Götz Kuno Höhmann |
| Zweier mit Steuermann                 | Rgm. Hannoverscher RC von 1880 / Kölner RV von 1877 Wolf-Dietrich Oschlies Gabriel Konertz Helmut Sassenbach (Stm.) | Rgm. Mainzer RV von 1878 / RK am Baldeneysee Thomas Scholl Diethelm Maxrath Hartmut Wenzel (Stm.) | Würzburger RG Bayern Hermann Greß Dieter Göpfert Rudolf Ziegler (Stm.) |
| Doppelvierer                          | Rgm. RV Freiweinheim-Ingelheim 1920 / Ulmer RC Donau Albert Hedderich Raimund Hörmann Dieter Wiedenmann Michael Dürsch | Rgm. Berliner RC / RC Karlstadt 1928 / RG München 1972 Michael Gentsch Helmut Krause Ralf Thienel Bernd Fleischmann | Rgm. RV Saar Udine / Frankfurter RG Oberrad / RTK Germania Köln Volker Nolte Patrick Gerundt Dieter Baier Helmut Wolber |
| Vierer ohne Steuermann                | Rgm. RC Hansa von 1898 / RC Witten Andreas Görlich Peter Desoi Volker Grabow Martin Wocher | Rgm. RK am Baldeneysee / TV 1877 Essen-Kupferdreh Jörg Hohendahl Detlev Wannagat Martin Krajewski Ekkehard Gruhn | Rgm. WSV Honnef / Berliner RC / Potsdamer RC Germania Achim Götz Kuno Höhmann Erhard Engelmann Lutz Redlinger |
| Vierer mit Steuermann                 | Rgm. Hannoverscher RC von 1880 / Kölner RV von 1877 Gabriel Konertz Frank Schütze Wolfram Thiem Wolf-Dietrich Oschlies Dirk Große-Loheide (Stm.) | Ratzeburger RC Walter Urbrock Harald Schröder Wilfried Bach Karl-Friedrich Bach Heiko Gehrmann (Stm.) | Der Hamburger und Germania RC Urf Gärtner Michael Wessels Thomas Walter Volker Witten Christian Willenberg (Stm.) |
| Achter                                | Rgm. Hannoverscher RC von 1880 / Kölner RV von 1877 / Würzburger RG Bayern / Hammerdeicher RV von 1893 / ETuF Essen Wolf-Dietrich Oschlies Wolfram Thiem Frank Schütze Gabriel Konertz Dieter Göpfert Peter-Michael Kolbe Hermann Greß Janis Mikelsons Helmut Sassenbach (Stm.) | Rgm. Mainzer RV von 1878 / RK am Baldeneysee / Ludwigshafener RV von 1878 / Potsdamer RC Germania / Mannheimer RC von 1875 Volker Sauer Klaus Roloff Fritz Schuster Heribert Karches Werner Hellwig Winfried Ringwald Thomas Scholl Diethelm Maxrath Hartmut Wenzel (Stm.) | Rgm. Lübecker RK / Heilbronner RG Schwaben / Frankfurter RG Germania Michael Tochtermann Gerhard Reinert Rüdiger Borchardt Jan Pahnke Christian Wolke Peter Reusch Stefan Bub Martin Ekkebrecht Andreas Hojenski (Stm.)                                                       |
| Leichtgewichts-Einer                  | Christian-Georg Warlich (RV Blankenstein) | Ulrich Wagner (Mindener RV von 1905) | Alfred Loerbroks (Lübecker RG von 1885) |
| Leichtgewichts-Doppelzweier           | RK am Baldeneysee Peter Borghorst Andreas Fischer | Rgm. RG Marktheidenfeld / RG München 1972 Friedrich Marshaus Wolfgang Wendlinger | Rgm. Crefelder RC 1883 / Neusser RV Manfred Schehl Thomas Kauffels |
| Leichtgewichts-Zweier ohne Steuermann | Rgm. Der Hamburger und Germania RC / RC Favorite Hammonia Hamburg Werner Glowik Reinhold Hesse | Spandauer RC Friesen Martin Stöckmann Uwe Stöckmann | Der Hamburger und Germania RC Ralf Reiber Ulf Peuß |
| Leichtgewichts-Vierer ohne Steuermann | Rgm. Kölner RV von 1877 / ARC Rhenus Bonn Günter Kraut Eberhard Rehwinkel Hans-Josef Büsken Manfred Jacobs | Rgm. Mainzer RV / Ulmer RC Donau / RG Trier 1883 Michael Hoeft Johannes Rasper Hansjörg Käufer Thomas Thein | Rgm. RC Tegel 1886 / Lübecker RG von 1885 Peter Werner Alfred Loerbroks Hans-Jürgen Olszewski Hans Borsinski |
| Leichtgewichts-Achter                 | Rgm. Rvg. Berlin von 1878 / Der Hamburger und Germania RC / RC Favorite Hammonia / Spandauer RC Friesen Reinhold Hesse Werner Glowik Martin Stöckmann Tilo Wemhöhner Martin Bläse Uwe Stöckmann Ulf Peuß Ralf Reiber Christian Willenberg (Stm.)                                | Rgm. Kölner RV von 1877 / ARC Rhenus Bonn / RC Tegel 1886 / Lübecker RG von 1885 Günter Kraut Eberhard Rehwinkel Hans-Josef Büsken Manfred Jacobs Peter Werner Alfred Loerbroks Hans-Jürgen Olszewski Hans Borsinski Manfred Klein (Stm.)                                  | Rgm. DRC von 1884 / RG Angaria Hannover / Hannoverscher RC von 1880 / ARV Westfalen Münster / RV Münster von 1882 Ludwig Kleinschmidt Heinrich Kuhmann Werner Seebaß Jörg Richter Jörg Wilms Michael Schafflik Wolf-Dieter Mummentey Gerhard Frantzius Thorsten Mindel (Stm.) |

### Frauen
| Bootsklasse                 | Gold | Silber | Bronze |
| --------------------------- | --- | --- | --- |
| Einer                       | Karola Brandt (Frauen-RC Wannsee) | Sabine Reuter (Kölner RV von 1877) | Gabriele Last (Post-SV Bremen) |
| Doppelzweier                | IfL Uni Köln / Limburger RV 1895 Marga Trapp Gabriela Toader | Neusser RV Petra Finke Anne Dickmann | Rgm. Lübecker Frauen-RK / Kölner RV von 1877 Veronika Walterfang Karin Pagels                                                                              |
| Zweier ohne Steuerfrau      | Rgm. RV Saar Undine / Neusser RV Eva Dick Ursula Decker | Rgm. RC Tegel 1886 / Bremer RC Hansa Monika Risse Brigitte Bandura | Wormser RC Blau-Weiß von 1883 Carmen Trabold Sabine Illy                                                                                                   |
| Doppelvierer mit Steuerfrau | Rgm. Neusser RV / Kölner RV von 1877 / Frauen-RC Wannsee Anne Dickmann Veronika Walterfang Petra Finke Sabine Reuter Kathrien Plückhahn (Stf.)                                           | Rgm. RV Erlangen / Bamberger RG Cornelia Hertwich Ursula Bonn Roswitha Röthlein Franziska Strohmer Anne Hofmann (Stf.)                                                   | Rgm. Hannoverscher RC von 1880 / Post-SV Bremen / RV Collegia Berlin Gabriela Köpper Waltraud Engelke Gaby Redeker Sabrina Schremmer Doris Kuhlmann (Stf.) |
| Vierer mit Steuerfrau       | Rgm. RV Saar Undine / RC Tegel 1886 / Mainzer RV von 1878 / Frauen-RC Wannsee / Hamburger RC von 1925 Eva Dick Brigitte Bandura Ursula Decker Karola Brandt Angela Braasch-Eggert (Stf.) | Rgm. Bremer RC Hansa / IGOR Offenbach / Mindener RV von 1905 / Frankfurter RG Germania Monika Risse Bärbel Grabowski Christel Lutter Karin Belzer Dörte Dieckmann (Stf.) | Keine weiteren Boote angetreten. |